# Aciagrion occidentale
Aciagrion occidentale – gatunek ważki z rodziny łątkowatych (Coenagrionidae). Występuje w Azji Południowej i Południowo-Wschodniej; stwierdzony w Indiach, Sri Lance, Kambodży, Tajlandii i Wietnamie, prawdopodobnie występuje też w Mjanmie i Laosie.